# Søren Jacobsen (musiker)
Søren Bomholt Jacobsen (født 1959, Islands Brygge) er en dansk musiker, producer og sangskriver, der var medlem af bandet Shu-bi-dua fra 1987 til 1988, hvor han spillede keyboard og guitar. Han nåede at medvirke på et enkelt af gruppens album, Shu-bi-dua 12, fra 1987.
I 1992 var han med til at etablere bandet Backseat sammen med Ivan Pedersen. Han var med på de to første albums, hvorefter han trådte ud af bandet. Han er dog siden blevet medlem igen.
I 1992 skrev han sangen "The Perfect Way", som blev nomineret til Årets Danske Hit ved Danish Music Awards dette år.
Han har desuden spillet med en lang række andre kunstere og bands heriblandt Poul Krebs (på albummet Forbandede Vidunderlige Tøs, 1999), Lars Lilholt, Henning Stærk og EyeQ. Jacobsen er også medlem af gruppen Sing Sing Sing, hvor Pedersen også er med. Denne gruppe udgav albummet The Crossover i 2014.

## Diskografi

### Med Shu-bi-dua
- Shu-bi-dua 12, 1987

### Med Backseat
- Wind Me Up (1992)
- Long Distance (1994)
- Shut Up and Play (1998)
- Globalization (2007)
- Seasoned & Served (2013)

### Med Sing Sing Sing
- The Crossover (2014)